# 모비커리어에듀
모비커리어에듀(Mobi Career Edu Co. Ltd.)는 마케팅 실무교육 전문 에듀테크 기업이다. ppss.kr의 교육 사업부 픗픗아카데미의 인력이 독립해 세운 법인인 주식회사 연플이 2023년 디지털 마케팅 에이전시 모비데이즈에 인수되면서 사명이 모비커리어에듀로 변경되었다. 모비커리어에듀는 현재 모비데이즈의 자회사이며 코넥스 상장 추진을 위해 IBK투자증권과 지정 자문인 선임 계약을 완료했다.

직무 교육 서비스인 그로스쿨 을 브랜드로 보유하고 있으며, 여타 직무교육 기관에 비해 디지털 마케팅 분야의 교육에 강점이 있다. 온오프라인 혼합 형태의 마케팅러너 가 자체 시그니쳐 프로그램이다. 
서울시의 교육과정인 청년취업사관학교에 교육 파트너로 참여하고 있으며, 청년취업사관학교의 금천캠퍼스, 마포캠퍼스, 강서캠퍼스 등에서 취업준비생을 위한 부트캠프 방식의 마케팅 교육을 진행한 바 있다.
자신들의 마케팅 데이터(매출, 광고 성과, 방문자 수 등)를 공개한다는 과감함이 모비커리어에듀가 내세우는 타 교육업체와의 차별점이며, 수료한 수강생들과 함께 크라우드 펀딩 등의 프로젝트를 진행하는 것이 특징이다.  

## 같이 보기
- 에듀테크

## 참고문헌
1. ↑  강진희, 상장주관사로 IBK투자증권 선정, 벤처스퀘어, 2023년 12월 4일
2. ↑  [https://www.venturesquare.net/904161
오효진, 모비커리어에듀, 산타와 국내 마케팅 실무 교육사업 추진 협약, 벤처스퀘아, 2023년 11월 24일]